# Terribly Happy
Terribly Happy (Frygtelig lykkelig) è un film del 2008 diretto da Henrik Ruben Genz.

## Riconoscimenti
- Globo di Cristallo 2008 al Festival internazionale del cinema di Karlovy Vary